# Tyrell Malacia
Tyrell Malacia (* 17. August 1999 in Rotterdam) ist ein niederländischer Fußballprofi. Der Linksverteidiger spielt bei Manchester United in der Premier League.

## Karriere

### Verein
Malacia wurde in Rotterdam geboren und trat 2008 der Feyenoord-Jugendakademie bei. Am 2. Dezember 2015 unterzeichnete er seinen ersten Profivertrag bei Feyenoord. Er machte sein professionelles Debüt für Feyenoord in einem 2:1-Sieg gegen den SSC Neapel am 6. Dezember 2017 in der UEFA Champions League, in dem er die vollen 90 Minuten spielte. Malacia machte sein Eredivisie-Debüt für Feyenoord bei einem 1:1-Unentschieden gegen den SC Heerenveen am 13. Dezember 2017. Am Ende der Saison gewann er den KNVB-Pokal 2017/18. 2019 gewann er mit dem Verein die Johan-Cruyff-Schale.
Am 5. Juli 2022 unterzeichnete Malacia einen Vierjahresvertrag beim Premier-League-Klub Manchester United, mit der Option auf ein weiteres Jahr. Malacia wurde zur ersten Neuverpflichtung des Klubs unter Trainer Erik ten Hag. Am 7. August debütierte Malacia bei der 1:2-Heimniederlage gegen Brighton & Hove Albion in der Premier League.
Im Februar 2025 wurde er bis Saisonende zurück in die Niederlande an die PSV Eindhoven verliehen.

### Nationalmannschaft
Malacias Eltern stammen aus Curaçao. Er spielte für verschiedene Jugendauswahlen der Niederlande und gab am 4. September 2021 sein Debüt für die A-Nationalmannschaft bei einem Spiel gegen Montenegro.

## Titel
Niederlande
- Niederländischer Pokalsieger: 2018
- Niederländischer Superpokalsieger: 2018

England
- Englischer Ligapokalsieger: 2023